# Sora (Boyacá)
Pour les articles homonymes, voir Sora.
Sora est une municipalité située dans le département de Boyacá, en Colombie.